# Magliaso
Magliaso (in dialetto ticinese Majas) è un comune svizzero di 1 656 abitanti del Canton Ticino, nel distretto di Lugano.

## Geografia fisica
Magliaso è situato nel Malcantone, affacciato sul Lago di Lugano nella piana alluvionale del torrente Magliasina.

## Storia
Citato come de Maliacis (769), de vico Maliaci (854), e formato da due nuclei abitati, il capoluogo, sviluppatosi lungo un'antica via di comunicazione, sotto la chiesa e il castello, e la frazione Castellaccio, sulla riva del lago. Un tempo erano numerosi i mulini costruiti lungo la roggia e le masserie sparse. In epoca longobarda a Magliaso sorgeva una corte del monastero di San Pietro in Ciel d'Oro di Pavia. Non vi sono prove documentate sulle origini dell'antica chiesa di San Quirico e del castello di San Giorgio, citato dal 1033 e nel quale fu catturato Landolfo da Carcano, vescovo di Como all'origine della guerra decennale fra Como e Milano (1118-1127). Risale a quell'epoca l'affresco che si trova sulla torre e che costituisce una delle poche testimonianze di pittura romanica profana di tutta la Svizzera. Il castello nel XIII secolo fu proprietà di un ramo dei Rusca di Como. Karl Konrad von Beroldingen, cancelliere del baliaggio di Lugano, acquisì diritti signorili sul villaggio, nel 1668, contribuì all'edificazione dell'attuale chiesa parrocchiale e fece trasformare i ruderi del castello in un sontuoso palazzo, ora in abbandono. Magliaso subì gli effetti di una forte emigrazione verso la Lombardia, l'America meridionale e, fino alla seconda guerra mondiale, verso la Svizzera interna.

## Simboli
Lo stemma comunale è così blasonato: inquartato d'oro, nel primo e nel quarto, al globo imperiale d'azzurro, caricato da due stelle raggiate di sei, d'oro, alla croce latina, patente, di nero, attraversante il globo; nel terzo e nel quarto, al leone di nero, portante al collo la sciarpa d'azzurro, legata e svolazzante sul retro.

## Monumenti e luoghi d'interesse

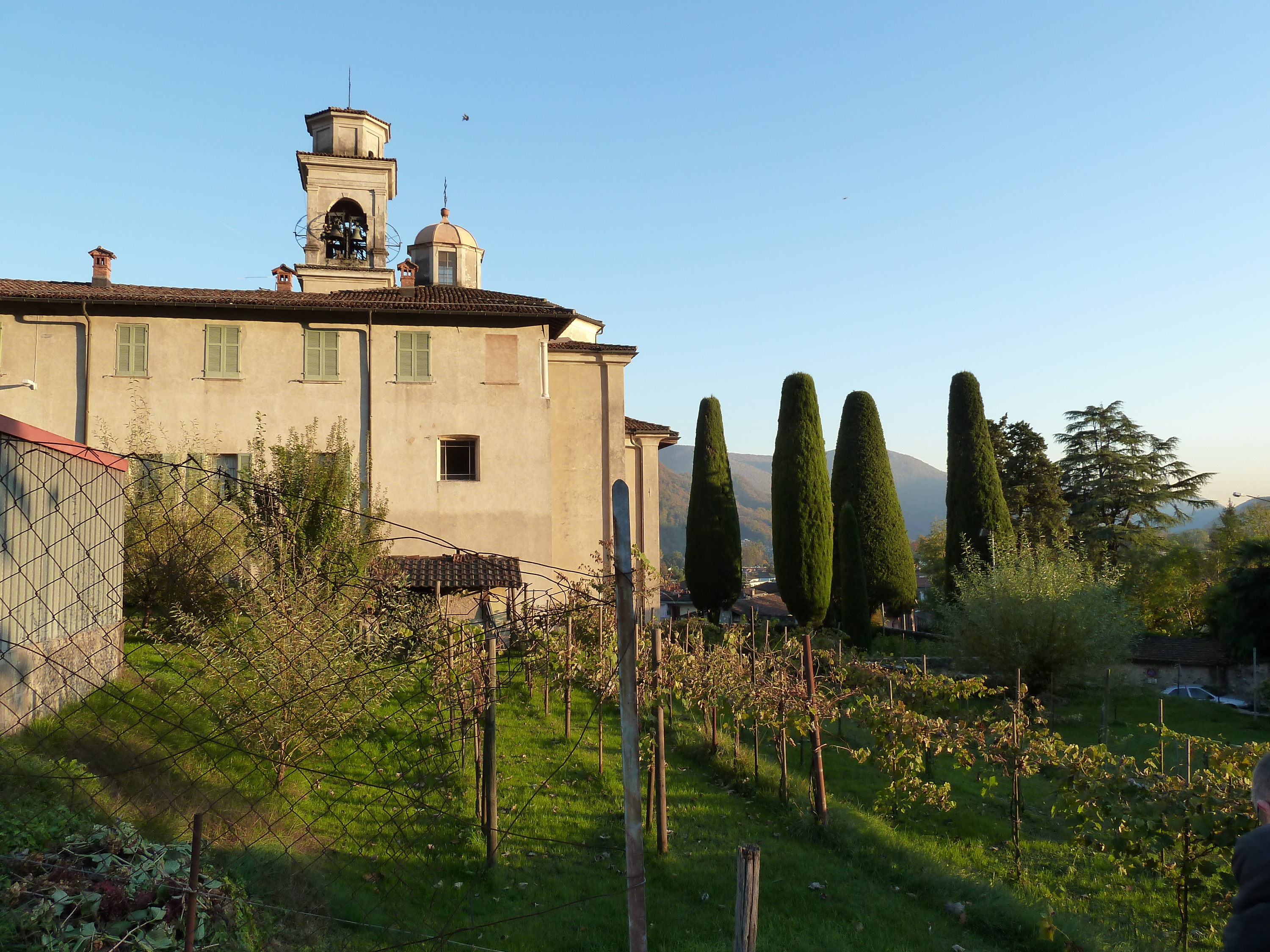
La chiesa dei Santi Biagio e Macario

- Chiesa dei Santi Biagio e Macario, eretta nel 1668[1];
- Castello di San Giorgio, attestato dal 1033[1].

## Società

### Evoluzione demografica
L'evoluzione demografica è riportata nella seguente tabella:
Abitanti censiti

## Infrastrutture e trasporti

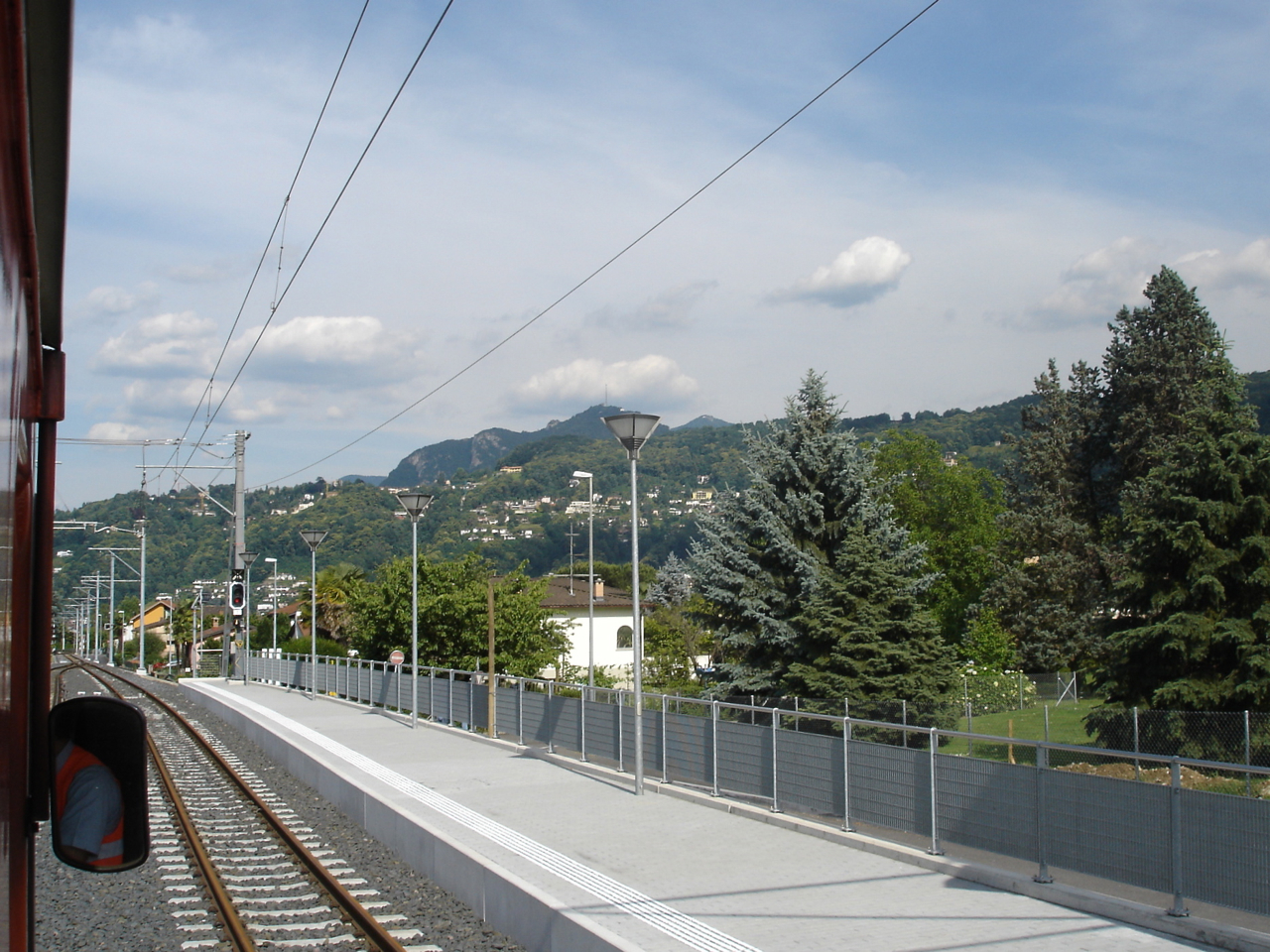
La stazione di Magliaso

Il paese è servito dalle stazioni di Magliaso e di Magliaso Paese della ferrovia Lugano-Ponte Tresa.

## Amministrazione
Ogni famiglia originaria del luogo faceva parte del cosiddetto comune patriziale e aveva la responsabilità della manutenzione di ogni bene ricadente all'interno dei confini del comune.
Da sempre assai ridotta la proprietà patriziale, questa fu definitivamente alienata nel 1863.